# Cervon
Cervon este o comună în departamentul Nièvre din centrul Franței. În 2009 avea o populație de 596 de locuitori.

## Evoluția populației
| An        | 1975 | 1982 | 1990 | 1999 | 2006 | 2009 |
| --------- | ---- | ---- | ---- | ---- | ---- | ---- |
| Populație | 718  | 683  | 629  | 661  | 608  | 596  |